# El poder (serie TV)
El Poder (en versión original en inglés, The Power) es una serie de televisión dramática británica de ciencia ficción desarrollada por Raelle Tucker, Naomi Alderman, Claire Wilson y Sarah Quintrell para Amazon Prime Video, basada en la novela The Power de Alderman de 2016. La primera temporada consta de nueve episodios y se estrenó el 31 de marzo de 2023 y concluyó el 12 de mayo de 2023.

## Premisa
El mundo de El Poder es nuestro mundo, salvo por un giro de la naturaleza. De repente, y sin previo aviso, todas las adolescentes del mundo desarrollan el poder de electrocutar a las personas a voluntad. Es hereditario, es interior y no se les puede quitar. Cobra vida con la emoción del poder puro: la capacidad de lastimar o incluso matar liberando descargas eléctricas con la punta de sus dedos, aprenden rápidamente que pueden despertar el Poder en mujeres mayores. Muy pronto, casi todas las mujeres del mundo podrán hacerlo. Y entonces todo es diferente.

## Reparto y personajes

### Principal
- Toni Collette como la alcaldesa Margot Cleary-López, alcaldesa de Seattle y madre de tres hijos, incluido Jos.[4]
- Auliʻi Cravalho como Jos Cleary-López, la hija de Margot.[5]
- John Leguizamo como el Dr. Rob López, esposo de Margot.[3][6]
- Toheeb Jimoh como Tunde, un aspirante a videoperiodista de Nigeria con grandes sueños.[3]
- Ria Zmitrowicz como Roxy Monke, la hija ilegítima del gánster británico Bernie Monke.[3]
- Halle Bush como Allie, una adoptada en una pareja de American Bible Belt.[3]
- Nico Hiraga como Ryan, amigo e interés amoroso de Jos.[3]
- Heather Agyepong como Ndudi, amiga cercana de Tunde.[3][6]
- Daniela Vega como la hermana María, una monja del convento de las Hermanas de Cristo que acogió a Allie.[3]
- Eddie Marsan como Bernie Monke, un temido jefe criminal de Londres.[7]
- Archie Rush como Darrell Monke, el hijo de Bernie.[8]
- Gerrison Machado como Matt Cleary-López, el hijo de Margot.[8][6]
- Pietra Castro como Izzy Cleary-López, la hija menor de Margot.[8][6]
- Zrinka Cvitešić como Tatiana Moskalev, la esposa del presidente moldavo, Viktor Moskalev.[8]

### Recurrentes
- Adina Porter como la voz en la cabeza de Allie
- Josh Charles como Daniel Dandon, el gobernador del estado de Washington y una "espina constante en el costado" de Margot Cleary-Lopez.[4]
- Edwina Findley como Helen, la asesora altamente competente y confiable de Margot Cleary-Lopez.[8]
- Jacob Fortune-Lloyd como Ricky Monke, el hijo de Bernie.[8]
- Avital Lvova como Liat Monke, esposa de Ricky y nuera de Bernie.[8]
- Juliet Cowan como Barbara Monke, la esposa de Bernie.[8]
- Ashley De Guzman como Yuki, compañera de clase de Jos.
- Ana Ularu como Zoia, la hermana de Tatiana.[9]
- Reese Alexander como Frank.
- Alexandru Bindea como Viktor Moskalev, el esposo de Tatiana.
- Bogdan Albulescu como General Miron, General de Moldavia.
- Emily Renee como sabana.
- Risteárd Cooper como Declan Bease, un reportero que trabaja con Tundi.
- Emily Kuroda como la hermana Veronica, una monja del convento de las Hermanas de Cristo que acogió a Allie.
- Zari-Angel Hator como Sima, una de las seguidoras de Allie.
- Alli Boyer-Ybarra como Luanne, una de las seguidoras de Allie
- Graham Verchere como Urbandox, un activista anónimo por los derechos de los hombres.
- Peyvand Sadeghian como Kimaya.
- Andreea Diac como Colette.
- Zoe Bullock como Gordy.
- Rita Bernard-Shaw como Jade.
- Samiah Khan como Talia.
- Eva-Jane Willis como la hermana Bianca.

### Invitados
- Rob Delaney como Tom, presentador de un programa de noticias shockjock.[8]
- Alice Eve como Kristen, presentadora de un programa de noticias shockjock.[8]
- Sam Buchanan como Terry Monke, el hijo de Bernie.[8]
- Simbi Ajikawo como Adunola, la novia intermitente de Tunde.[8]

## Episodios
| N.º | Título                             | Dirigido por                    | Escrito por                                         | Fecha de emisión original |
| --- | ---------------------------------- | ------------------------------- | --------------------------------------------------- | ------------------------- |
| 1   | «A Better Future is in Your Hands» | Logan Kibens                    | Naomi Alderman                                      | 2023 de marzo del 31      |
| 2   | «The World is on Fu*king Fire»     | Ugla Hauksdóttir & Lisa Gunning | Claire Wilson & Sarah Quintrell                     | 2023 de marzo del 31      |
| 3   | «A New Organ»                      | Ugla Hauksdóttir                | Raelle Tucker & Sue Chung                           | 2023 de marzo del 31      |
| 4   | «The Day of the Girls»             | Shannon Murphy & Lisa Gunning   | Sarah Quintrell                                     | 2023 de abril del 7       |
| 5   | «Scarlet Minnow»                   | Ugla Hauksdóttir & Lisa Gunning | Sarah Quintrell                                     | 2023 de abril del 14      |
| 6   | «Sparklefingers»                   | Ugla Hauksdóttir                | Stacy Osei-Kuffour y Raelle Tucker & Brennan Peters | 2023 de abril del 21      |
| 7   | «Baptism»                          | Shannon Murphy                  | Claire Wilson & Sarah Quintrell                     | 2023 de abril del 28      |
| 8   | «Just a Girl»                      | Logan Kibens & Neasa Hardiman   | Claire Wilson                                       | 2023 de mayo del 5        |
| 9   | «The Shape of Power»               | Logan Kibens & Neasa Hardiman   | Claire Wilson & Naomi Alderman & Brennan Peters     | 2023 de mayo del 12       |

## Producción

### Desarrollo
En febrero de 2019, se anunció que Jane Featherstone y Reed Morano adaptarían la novela The Power de Naomi Alderman para Amazon. La productora Sister Pictures había adquirido previamente el libro en 2016. Featherstone, Naomi de Pear, Alderman, Claire Wilson y Raelle Tucker se desempeñan como productores ejecutivos, mientras que Tim Bricknell se desempeña como productor. En marzo de 2022, Morano abandonó la serie y optó por no ser acreditado como director y productor ejecutivo.

### Guiones
La serie tiene un elenco de escritoras exclusivamente femenina, que incluye a Claire Wilson, Sarah Quintrell, Whit Anderson, Stacy Osei-Kuffour, Rebecca Levene, Raelle Tucker, Sue Chung, Brennan Peters y Michelle Hsu. Quintrell también se desempeña como coproductor ejecutivo y consultor de historias.

### Reparto
A finales de octubre de 2019, Leslie Mann fue elegida como Margot Cleary-López. Auliʻi Cravalho fue elegida el mes siguiente como Jos Cleary-López. En enero de 2020, John Leguizamo, Toheeb Jimoh, Ria Zmitrowicz, Halle Bush, Heather Agyepong, Nico Hiraga y Daniela Vega fueron elegidos. Más tarde ese mes, Eddie Marsan fue elegido como Bernie Monke. En febrero, Rainn Wilson fue elegido como Daniel Dandon, pero fue reemplazado por Tim Robbins en enero de 2021 debido a conflictos de programación causados por la pandemia de COVID-19. Al mes siguiente, Rob Delaney, Alice Eve, Edwina Findley, Jacob Fortune-Lloyd, Sam Buchanan, Juliet Cowan y Simbi Ajikawo fueron elegidos para papeles recurrentes. Archie Rush, Gerrison Machado, Pietra Castro y Zrinka Cvitešić fueron elegidos como regulares de la serie. En abril, Ana Ularu fue elegida como Zoia. En mayo de 2022, se informó que Mann y Robbins se habían retirado de la serie. En agosto se anunció que sus roles serían asumidos por Toni Collette y Josh Charles, respectivamente.

### Rodaje
La serie estaba programada para comenzar la producción a fines de 2019 en el estado estadounidense de Georgia, pero se mudó a Fairford y Lechlade en el suroeste del Reino Unido debido a una ley de aborto recién firmada en Georgia.  El rodaje comenzó a principios de febrero de 2020, pero se detuvo en marzo debido a la pandemia de COVID-19. Otros lugares de rodaje incluyeron el Centro Nacional de Deportes Crystal Palace y Bawdsey, que fue elegido para tomar el lugar de Toronto, donde se había planeado filmar antes de la pandemia. A fines de octubre de 2021, la serie se filmó cerca de Walvis Bay en Namibia.
Collette filmó sus escenas para la serie durante un período de cinco semanas.

### Música
La música de la serie está compuesta por Morgan Kibby.

| N.º   | Título                 | Duración |  |
| 1.    | «Roxy»                 | 1:01     |  |
| 2.    | «The Hour»             | 1:05     |  |
| 3.    | «Eve»                  | 1:20     |  |
| 4.    | «A Flare»              | 2:45     |  |
| 5.    | «Fireflies»            | 1:23     |  |
| 6.    | «Blood on the Bar»     | 1:03     |  |
| 7.    | «Burst into Flames»    | 1:48     |  |
| 8.    | «Carpathia»            | 0:45     |  |
| 9.    | «Deliverance?»         | 1:47     |  |
| 10.   | «Kick in the Teeth»    | 1:27     |  |
| 11.   | «Fix It»               | 2:08     |  |
| 12.   | «No Good Deed»         | 1:11     |  |
| 13.   | «Prelude»              | 3:10     |  |
| 14.   | «Double Speak»         | 1:51     |  |
| 15.   | «Rumors»               | 3:35     |  |
| 16.   | «Girls Working»        | 0:29     |  |
| 17.   | «Nostalgia»            | 1:27     |  |
| 18.   | «Rebel Nuns»           | 2:10     |  |
| 19.   | «Ripple 1»             | 2:14     |  |
| 20.   | «New Organ»            | 2:03     |  |
| 21.   | «Margot»               | 2:44     |  |
| 22.   | «On the Bone»          | 1:34     |  |
| 23.   | «Ignition»             | 3:16     |  |
| 24.   | «Tunde»                | 3:10     |  |
| 25.   | «She Shapes, She Sews» | 2:44     |  |
| 26.   | «Birthright»           | 1:25     |  |
| 27.   | «Feet of Your Mother»  | 1:49     |  |
| 28.   | «Glitch»               | 3:07     |  |
| 29.   | «Eye 4 an Eye»         | 1:09     |  |
| 30.   | «What You Get»         | 1:45     |  |
| 31.   | «Skein Research»       | 2:00     |  |
| 32.   | «Grain of Salt»        | 2:19     |  |
| 33.   | «Footwear»             | 1:08     |  |
| 34.   | «Guns + Jewels»        | 2:50     |  |
| 35.   | «The Water»            | 2:35     |  |
| 36.   | «In Your Eyes»         | 3:59     |  |
| 37.   | «Surrender»            | 2:16     |  |
| 38.   | «God's Opus»           | 3:28     |  |
| 39.   | «A Cure»               | 4:35     |  |
| 40.   | «You Will Need This»   | 1:23     |  |
| 41.   | «New Religion»         | 2:17     |  |
| 42.   | «Roots»                | 2:10     |  |
| 88:25 |                        |          |  |

## Estreno
El 31 de marzo de 2023 se estrenaron los tres primeros episodios en Prime Video el 31 de marzo de 2023, continuando con el lanzamiento de un nuevo episodio lanzado cada viernes hasta el último, emitido el 12 de mayo de 2023.

## Recepción
En el sitio web del agregador de reseñas Rotten Tomatoes, The Power tiene un índice de aprobación del 76%, según 45 reseñas de críticos, con una calificación promedio de 7.9/10. El consenso de los críticos del sitio web dice: "El poder está demasiado mal definido para hacer justicia a su gran potencial, pero la idea central es lo suficientemente intrigante como para darle una carga". Metacritic, que utiliza un promedio ponderado, ha asignado a la serie una puntuación de 66 sobre 100 basada en 19 críticos, lo que indica "críticas generalmente favorables". 